# Elecciones generales de Brasil de 2002
Las elecciones generales se celebraron en Brasil el domingo 6 de octubre de 2002, con una segunda vuelta el domingo 27 de octubre. Después de tres intentos fallidos, el líder del Partido de los Trabajadores, Luiz Inácio Lula da Silva, tuvo éxito en una elección presidencial. Sin embargo, no logró obtener la mayoría de los votos válidos en la primera vuelta; esto llevó a la elección presidencial a una segunda vuelta, que Lula ganó con 52,7 millones de votos (61,3% del total). Las elecciones se realizaron en medio de una crisis económica que se inició en el segundo mandato del presidente Fernando Henrique Cardoso del Partido de la Social Democracia Brasileña (PSDB). Debido a los límites de mandato de la constitución, Cardoso no podía postularse para un tercer mandato consecutivo.
Luiz Inácio Lula da Silva, del Partido de los Trabajadores (PT), antiguo líder sindical y diputado federal por São Paulo, se presentó a la presidencia por cuarta vez consecutiva. Lula había perdido previamente las elecciones presidenciales de 1989, 1994 y 1998, siendo derrotado por Cardoso en las dos últimas. Lula moderó un poco su enfoque político en la campaña presidencial de 2002, escribiendo un documento ahora conocido como «Carta al pueblo brasileño» para aliviar los temores de que haría la transición hacia una economía socialista en toda regla. Fiel a este giro de centro, Lula eligió como compañero de fórmula a José Alencar, millonario empresario textil y senador por Minas Gerais asociado al Partido Liberal (PL).
Tras una tensa batalla dentro del partido para decidir quién se postularía para suceder a Cardoso en la papeleta del PSDB, el exministro de Salud José Serra fue finalmente elegido para dirigir el partido en 2002. Rita Camata, diputada federal por Espírito Santo y miembro del centrista Partido del Movimiento Democrático Brasileño (PMDB), fue elegida como su compañera de fórmula. Al comienzo de la campaña, la gobernadora de Maranhão Roseana Sarney (PFL) parecía ser la candidata de centro derecha más viable. Sin embargo, un escándalo de corrupción obligó a Sarney a abandonar la carrera, lo que permitió que el PSDB siguiera siendo la fuerza suprema de centroderecha.
La elección estuvo marcada por una crisis económica que afectó a Brasil durante el segundo mandato de Cardoso. El giro de Lula hacia el centro funcionó, consiguiendo el apoyo de políticos clave de centro y centroderecha como el expresidente José Sarney en el proceso. En la primera vuelta, Lula barrería a Serra por un amplio margen, aunque no pudo evitar una segunda vuelta debido a los votos que fueron para otros candidatos de izquierda. En la segunda, Lula derrotaría a Serra por abrumadora mayoría, ganando en todos los estados excepto Alagoas. En 2003, Lula asumió la presidencia de Brasil, convirtiéndose en el primer presidente de izquierdas elegido para el cargo tras la caída de la dictadura militar.

## Contexto
Durante el segundo mandato del gobierno de Fernando Henrique Cardoso, comenzó una grave crisis económica en Brasil como un impacto de la crisis financiera asiática de 1997. Comenzando como una crisis monetaria, poco después de las elecciones de 1998 cuando Cardoso fue reelegido, dio lugar a una disminución en las tasas de crecimiento y empleo y un aumento de la deuda pública. En un ambiente de desconfianza e incertidumbre para la inversión, muchos inversionistas temían las medidas que se tomarían si un candidato de izquierda ganara la elección. De hecho, cuando Lula aumentaba en las encuestas, también aumentaba el llamado índice de "riesgo Brasil", que mide la confianza de los inversionistas en el país. Los medios de comunicación llamaron a esto el "riesgo de Lula", indicando que si Lula ganara las elecciones, la economía fracasaría. Lula se vio forzado a firmar un texto que se conoció como Carta aos Brasileiros (Carta al pueblo brasileño), prometiendo que si ganaba las elecciones, no cambiaría la política económica de Brasil. Muchos en el ala izquierda vieron esto como un cambio hacia el centro de Lula y su Partido de los Trabajadores, que defendieron abiertamente una transición a la economía socialista en las elecciones presidenciales de 1989.

## Definición de candidaturas

### Partido de la Social Democracia Brasileña(PSDB)
Dado que el presidente Fernando Henrique Cardoso no podía postularse para un tercer mandato consecutivo debido a límites de mandato, el dominante PSDB de centroderecha se vio obligado a encontrar un nuevo candidato para las elecciones de 2002. Dado que Cardoso fue elegido con la ayuda de una amplia coalición de centro-derecha, existía el temor entre los líderes del PSDB de que otro candidato no pudiera mantener la coalición.
José Serra, quien se había desempeñado como ministro de Salud bajo el gobierno de Cardoso, finalmente fue elegido como candidato del partido. El presidente saliente Cardoso se mostró inicialmente favorable a la perspectiva de que el gobernador de Ceará Tasso Jereissati fuera el candidato presidencial del PSDB en 2002. Según un informe de The Economist, Jereissati gozaba de un apoyo más amplio entre los socios de la coalición del PSDB que Serra, cuyo desempeño en la campaña se consideró mediocre. Además, algunos expertos del PSDB y politólogos temían que Serra tuviera un desempeño deficiente en el noreste del país y creían que Jereissati lo haría mejor en la región debido a ser oriundo del Estado de Ceará.
Además de Serra y Jereissati, que fueron objeto de la mayor parte de la especulación preelectoral, se especuló sobre otros posibles candidatos del PSDB, incluidos miembros de la administración Cardoso. El economista Paulo Renato Souza, quien se desempeñó como ministro de Educación, fue mencionado ocasionalmente como un posible candidato del PSDB, aunque se negó a postularse. Pedro Malan, un economista que se desempeñó como Ministro de Hacienda bajo Cardoso, también fue objeto de algunas especulaciones en 2002, aunque de manera similar decidió no presentarse a la elección.
Tanto el gobernador de São Paulo Geraldo Alckmin como el presidente de la Cámara de Diputados, Aécio Neves, también fueron objeto de algunas especulaciones mediáticas, aunque ninguno entró en la contienda; Alckmin luego representaría al PSDB en las elecciones presidenciales de 2006 y 2018, mientras que Neves sería el candidato presidencial del partido en 2014.

### Partido de los Trabajadores(PT)
Luiz Inácio Lula da Silva, conocido como Lula, fue un integrante de la izquierda brasileña en las elecciones de 2002. Conocido por su papel en la huelga de trabajadores siderúrgicos de 1980, el exlíder sindical y diputado federal por São Paulo se desempeñó como candidato presidencial del PT en 1989, 1994 y 1998.
Sin embargo, Lula enfrentó cierta oposición dentro de su propio partido, quienes sentian que no debería liderar el partido después de perder las últimas tres elecciones presidenciales. El senador Eduardo Suplicy de São Paulo impugnó la nominación de Lula como candidato del PT. Suplicy era bien conocido por ser uno de los primeros partidarios de una renta básica universal, y la dirección del partido alentó su participación en las elecciones primarias del partido para movilizar y unir la base del partido. Suplicy perdería ante Lula con poco más del 15% de la votación. Durante la campaña, Suplicy acusó a los líderes del partido de favorecer a Lula y exigió públicamente que el presidente del partido pro-Lula, José Dirceu, fuera imparcial en las elecciones.
El exgobernador del Distrito Federal, Cristovam Buarque, fue designado como posible contrincante centrista de Lula en las primarias del PT. Buarque, que había apoyado al candidato del Partido Democrático Laborista (PDT) Leonel Brizola en lugar de a Lula en las elecciones presidenciales de 1989, era conocido por su independencia del liderazgo del partido. Miembro del ala moderada del partido, fue uno de los primeros partidarios del traslado del PT al centro político, abogando por la privatización de algunas industrias estatales. Buarque terminó sin postularse para la presidencia y se uniría a la administración de Lula como ministro de Educación en 2003 antes de dejar el partido por completo.
Por otro lado, algunos miembros de la izquierda del partido que sintieron que Lula era demasiado moderado instaron al alcalde de Belém Edmilson Rodrigues a participar en las primarias del partido. Edmilson no terminó postulándose para la nominación del partido, y más tarde dejaría el partido para unirse al Partido Socialismo y Libertad (PSOL). A diferencia de las otras elecciones, el PT se asoció con partidos más conservadores, como el Partido Liberal (PL) y el Partido de la Movilización Nacional (PMN). Cabe señalar que, al mismo tiempo, los dos partidos comunistas autoproclamados en el país (PCB y PCdoB) formaron parte de la coalición que eligió a Lula como presidente. El gobierno de Lula tomaría medidas que se definieron como lulismo, combinando intereses conservadores y progresistas, que decepcionarían a sectores más fieles a la izquierda y provocarían la ruptura del grupo vinculado a la senadora Heloísa Helena con el PT, que formaría el Partido Socialismo y Libertad (PSOL).

### Partido Popular Socialista(PPS)
Como en la elección anterior, el Partido Popular Socialista (PPS) lanzó a la presidencia a Ciro Gomes, exgobernador de Ceará, quien ya había pasado por el PDS, PMDB y PSDB durante su trayectoria política. Gomes, quien anteriormente había sido alcalde, gobernador y ministro de Hacienda en el gobierno de Itamar Franco, durante la desafiante transición con el Plan Real, había ganado notoriedad algún tiempo antes de las elecciones gracias a sus posiciones fuertes y su vasto bagaje político a pesar de su corta edad.  La coalición de Gomes, por incluir a los dos partidos más grandes del país, los autodenominados defensores laborales (PDT y PTB), se denominó Frente Laborista. Tasso Jereissati, apoyó a Gomes, su ahijado. A pesar de las críticas hechas en la primera vuelta, Gomes, por mayor convergencia de valores, apoyó a Lula en la segunda vuelta y posteriormente, estuvo a cargo de la cartera de Integración Nacional durante el primer mandato de Lula da Silva.

### Partido Socialista Brasileño(PSB)
El partido lanzó al entonces gobernador de Río de Janeiro, Antony Garotinho, que acababa de dejar el Partido Democrático Laborista (PDT) y que había iniciado su trayectoria política en el PT. Esta fue la primera vez en trece años que el PSB no se asoció con el PT y el PCdoB en torno al nombre de Lula. La coalición estaba formada por los partidos pequeños el Partido Laborista Cristiano (PTC) (ex PRN, que llevó al poder a Fernando Collor de Mello en 1989) y PGT (que luego se incorporaría al PL). En la segunda vuelta, Garotinho dudó inicialmente, pero, presionado por otros miembros de su coalición, acabó declarando su apoyo a Lula. En el año siguiente a las elecciones, Garotinho abandonó el PSB por el PMDB, habiendo permanecido en pie de campaña ni siquiera cuatro años y utilizándolo solo para fines electorales claros. En el nuevo partido, se convirtió en un acérrimo oponente del gobierno de Lula. Sin embargo, tras quedar aislado con la elección de Sérgio Cabral como gobernador de Río de Janeiro, acabó aliándose de nuevo con Lula.

### Otros Partidos
Entre los partidos pequeños, el Partido de la Reconstrucción del Orden Nacional (PRONA), a pesar de haber ganado el tercer lugar en las elecciones de 1994 con Enéas Carneiro, decidió no lanzar su candidatura. En cambio, Carneiro se postuló para diputado federal por São Paulo y terminó convirtiéndose en el más votado en la historia del país para el cargo. Dos disidentes del PT, el Partido de la Causa Obrera (PCO) y el Partido Socialista de los Trabajadores Unificado (PSTU), lanzaron a Rui Costa Pimenta y José Maria de Almeida, sus principales dirigentes, respectivamente, a la contienda.

## Candidatos presidenciales
| # | #  | Candidato a presidente | Candidato a presidente         | Candidato a vicepresidente | Candidato a vicepresidente    | Partido/coalición                                       |
| - | -- | ---------------------- | ------------------------------ | -------------------------- | ----------------------------- | ------------------------------------------------------- |
|   | 13 |                        | Luiz Inácio Lula da Silva (PT) |                            | José Alencar (PL)             | "Lula Presidente" PT, PL, PCdoB, PMN, PCB               |
|   | 16 |                        | José Maria de Almeida (PSTU)   |                            | Dayse de Oliveira (PSTU)      | Partido Socialista de los Trabajadores Unificado (PSTU) |
|   | 23 |                        | Ciro Gomes (PPS)               |                            | Paulo Pereira da Silva (PTB)  | "Frente Laborista" PPS, PTB, PDT                        |
|   | 29 |                        | Rui Costa Pimenta (PCO)        |                            | Pedro Paulo de Abreu (PCO)    | Partido de la Causa Obrera (PCO)                        |
|   | 40 |                        | Anthony Garotinho (PSB)        |                            | José Antonio Figueiredo (PSB) | "Brasil Esperanza" PSB, PGT, PTC, PSC                   |
|   | 45 |                        | José Serra (PSDB)              |                            | Rita Camata (PMDB)            | "Gran Alianza" PSDB, PMDB                               |

## Resultados

### Elecciones presidenciales
En la primera vuelta, Lula obtuvo casi 40 millones de votos, sin embargo, no fue suficiente para una victoria en primera vuelta, ya que este total no representó el 50% más un voto del total de votos válidos. El resultado electoral acabó definiéndose en segunda vuelta, la primera desde las elecciones de 1989, en las que Lula también llegó a la segunda vuelta. Puede que el PT no haya logrado los votos necesarios una victoria en la primera vuelta debido a la alta tasa de votación alcanzada por Garotinho (que obtuvo más de 15 millones de votos en todo el país) en Río de Janeiro y Ciro Gomes (que obtuvo más de 10 millones de votos). en total) en Ceará, sus respectivos estados de origen. Río es el tercer estado más grande en número de votantes y Ceará, el octavo. Juntos, suman más de 16 millones de votantes. Lula siempre había tenido un historial de buenas votaciones en ambos estados (obtuvo el 71% de los votos en Ceará y casi el 80% en Río en la segunda vuelta). Serra, por su parte, a pesar de poder pasar a segunda vuelta, obtuvo la mayoría de votos solo en el estado de Alagoas, venciendo tanto a Lula como a Garotinho por un muy estrecho margen.
En la segunda vuelta, con el apoyo de Ciro y Garotinho a Lula, Serra quedó aislado en la disputa, obteniendo nuevamente la mayoría de los votos sólo en Alagoas. Aun así, Serra logró elevar su número de votos en casi 13 millones, mientras que Lula aumentó en casi 14 millones, convirtiéndose en el segundo presidente más votado del mundo, detrás de Ronald Reagan en las elecciones estadounidenses de 1980. En 2004, Lula cayó al tercer puesto con la reelección de George W. Bush.
| Candidatos                   | Candidatos                     | Candidatos                    | Primera vuelta | Primera vuelta | Segunda vuelta | Segunda vuelta |
| Presidente                   | Presidente                     | Vicepresidente                | Votos          | %              | Votos          | %              |
| ---------------------------- | ------------------------------ | ----------------------------- | -------------- | -------------- | -------------- | -------------- |
|                              | Luiz Inácio Lula da Silva (PT) | José Alencar (PL)             | 39,454,692     | 46.44          | 52,793,364     | 61.27          |
|                              | José Serra (PSDB)              | Rita Camata (PMDB)            | 19,705,061     | 23.19          | 33,370,739     | 38.72          |
|                              | Anthony Garotinho (PSB)        | José Antônio Figueiredo (PSB) | 15,179,879     | 17.87          |                |                |
|                              | Ciro Gomes (PPS)               | Paulo Pereira da Silva (PTB)  | 10,170,666     | 11.97          |                |                |
|                              | José Maria de Almeida (PSTU)   | Dayse Oliveira (PSTU)         | 402,232        | 0.47           |                |                |
|                              | Rui Costa Pimenta (PCO)        | Pedro Paulo de Abreu (PCO)    | 38,619         | 0.04           |                |                |
|                              |                                |                               |                |                |                |                |
| Votos válidos                | Votos válidos                  | Votos válidos                 | 84.955.145     | 89.61          | 86.164.361     | 93.99          |
| Votos en blanco              | Votos en blanco                | Votos en blanco               | 2.873.753      | 3.03           | 1.727.760      | 1.89           |
| Votos nulos                  | Votos nulos                    | Votos nulos                   | 6.976.685      | 7.36           | 3.772.138      | 4.12           |
| Total                        | Total                          | Total                         | 94,804,126     | 100.00         | 91,664,259     | 100.00         |
| Registrados/Participación    | Registrados/Participación      | Registrados/Participación     | 115,254,113    | 82.26          | 115,254,113    | 79.53          |
| Fuente: Recursos Electorales |                                |                               |                |                |                |                |

### Congreso Nacional

Partido ganador por estado para las elecciones al Senado Federal.

#### Senado Federal
| Partido                            | Partido                                                 | Votos       | %      | Electos | Total | +/–   |
| ---------------------------------- | ------------------------------------------------------- | ----------- | ------ | ------- | ----- | ----- |
|                                    | Partido de los Trabajadores (PT)                        | 33.853.150  | 22,0   | 10      | 14    | +7    |
|                                    | Partido del Frente Liberal (PFL)                        | 28.408.415  | 18,5   | 14      | 19    | –1    |
|                                    | Partido del Movimiento Democrático Brasileño (PMDB)     | 25.199.662  | 16,4   | 9       | 19    | –7    |
|                                    | Partido de la Social Democracia Brasileña (PSDB)        | 21.360.291  | 13,9   | 8       | 11    | –5    |
|                                    | Partido Democrático Laborista (PDT)                     | 7.932.624   | 5,2    | 4       | 5     | +1    |
|                                    | Partido Progresista Brasileño (PPB)                     | 6.903.581   | 4,5    | 0       | 1     | –2    |
|                                    | Partido Comunista de Brasil (PCdoB)                     | 6.199.237   | 4,0    | 0       | 0     | –     |
|                                    | Partido Laborista Brasileño (PTB)                       | 5.190.032   | 3,4    | 2       | 3     | +2    |
|                                    | Partido Liberal (PL)                                    | 4.857.302   | 3,2    | 2       | 3     | +3    |
|                                    | Partido Popular Socialista (PPS)                        | 4.720.408   | 3,1    | 1       | 1     | -1    |
|                                    | Partido Socialista Brasileño (PSB)                      | 3.389.139   | 2,2    | 3       | 4     | +1    |
|                                    | Partido Social Democrático (PSD)                        | 1.151.901   | 0,7    | 1       | 1     | +1    |
|                                    | Partido Social Laborista (PST)                          | 1.129.186   | 0,7    | 0       | 0     | –     |
|                                    | Partido Verde (PV)                                      | 962.719     | 0,6    | 0       | 0     | –     |
|                                    | Partido Socialista de los Trabajadores Unificado (PSTU) | 490,251     | 0,3    | 0       | 0     | –     |
|                                    | Partido de la Movilización Nacional (PMN)               | 358.062     | 0,2    | 0       | 0     | –     |
|                                    | Partido Social Liberal (PSL)                            | 295.807     | 0,2    | 0       | 0     | –     |
|                                    | Partido Social Cristiano (PSC)                          | 293.463     | 0,2    | 0       | 0     | –     |
|                                    | Partido de la Causa Obrera (PCO)                        | 194.112     | 0,1    | 0       | 0     | –     |
|                                    | Partido de la Reconstrucción del Orden Nacional (PRONA) | 145.016     | 0,1    | 0       | 0     | –     |
|                                    | Partido Laborista Nacional (PTN)                        | 107.122     | 0,1    | 0       | 0     | –     |
|                                    | Partido General de los Trabajadores (PGT)               | 103.973     | 0,1    | 0       | 0     | –     |
|                                    | Partido Comunista Brasileño (PCB)                       | 95.489      | 0,1    | 0       | 0     | –     |
|                                    | Partido Republicano Progresista (PRP)                   | 90.502      | 0,1    | 0       | 0     | –     |
|                                    | Partido de los Retirados de la Nación (PAN)             | 76.798      | 0,0    | 0       | 0     | –     |
|                                    | Partido Humanista de la Solidaridad (PHS)               | 76.274      | 0,0    | 0       | 0     | –     |
|                                    | Partido Socialdemócrata Cristiano (PSDC)                | 29.768      | 0,0    | 0       | 0     | –     |
|                                    | Partido Renovador Laborista Brasileño (PRTB)            | 27.301      | 0,0    | 0       | 0     | –     |
|                                    | Partido Laborista de Brasil (PTdoB)                     | 19.175      | 0,0    | 0       | 0     | –     |
|                                    | Partido Laborista Cristiano (PTC)                       | 3.784       | 0,0    | 0       | 0     | –     |
|                                    |                                                         |             |        |         |       |       |
| Votos válidos                      | Votos válidos                                           | 58.902.845  | 63.16  | –       | –     | –     |
| Votos en blanco                    | Votos en blanco                                         | 13,316,709  | 14.05  | –       | –     | –     |
| Votos nulos                        | Votos nulos                                             | 22,547,411  | 23.79  | –       | –     | –     |
| Total                              | Total                                                   | 94.766.965  | 100.00 | 54      | 81    | 0     |
| Votantes registrados/participación | Votantes registrados/participación                      | 115.184.176 | 82,27  | +3,75   | +3,75 | +3,75 |
| Fuente: Recursos Electorales       |                                                         |             |        |         |       |       |

Fueron renovados dos tercios del Senado.
| Bandera | Estado               | UF | Senadores                                  | Partido   | Suplentes                                        |
| ------- | -------------------- | -- | ------------------------------------------ | --------- | ------------------------------------------------ |
|         | Acre                 | AC | Geraldo Mesquita Júnior Marina Silva       | PSB PT    | Natal Chaves Sibá Machado                        |
|         | Alagoas              | AL | Renan Calheiros Teotônio Vilela Filho      | PMDB PSDB | José Costa João Tenório                          |
|         | Amapá                | AP | João Capiberibe Papaléo Paes               | PSB PSDB  | - Sebastião Cristovam                            |
|         | Amazonas             | AM | Arthur Virgílio Neto Jefferson Peres       | PSDB PDT  | Frank Luiz Jefferson Praia                       |
|         | Bahía                | BA | Antônio Carlos Magalhães César Borges      | PFL       | Antônio Carlos Júnior Djalma Bessa               |
|         | Ceará                | CE | Patrícia Saboya Tasso Jereissati           | PPS PSDB  | Flávio Torres Machado Neto                       |
|         | Distrito Federal     | DF | Cristovam Buarque Paulo Octávio            | PT PFL    | Eurípedes Camargo Adelmir Santana                |
|         | Espírito Santo       | ES | Gérson Camata Magno Malta                  | PMDB PL   | Marcos Guerra Francisco Pereira                  |
|         | Goiás                | GO | Demóstenes Torres Lúcia Vânia              | PFL PSDB  | Sandra de Paula Antônio Faleiros                 |
|         | Maranhão             | MA | Edison Lobão Roseana Sarney                | PFL       | Lobão Filho Mauro Fecury                         |
|         | Mato Grosso          | MT | Jonas Pinheiro Serys Slhessarenko          | PFL PT    | Gilberto Goellner -                              |
|         | Mato Grosso del Sur  | MS | Delcídio Amaral Ramez Tebet                | PT PMDB   | Antônio João Válter Pereira                      |
|         | Minas Gerais         | MG | Eduardo Azeredo Hélio Costa                | PSDB PMDB | Luiz Guaritá Wellington Salgado                  |
|         | Pará                 | PA | Ana Júlia Carepa Duciomar Costa            | PT PSD    | José Nery Flexa Ribeiro                          |
|         | Paraíba              | PB | Efraim Morais José Maranhão                | PFL PMDB  | Fernando Catão Roberto Cavalcanti                |
|         | Paraná               | PR | Flávio Arns Osmar Dias                     | PT PDT    | Pereira da Silva Gomes Carvalho                  |
|         | Pernambuco           | PE | Marco Maciel Sérgio Guerra                 | PFL PSDB  | Gustavo Krause Gonçalves Sobrinho Roberto Chaves |
|         | Piauí                | PI | Heráclito Fortes Mão Santa                 | PFL PMDB  | Jesus Tajra Adalgisa Moraes Souza                |
|         | Río de Janeiro       | RJ | Marcelo Crivella Sérgio Cabral Filho       | PL PMDB   | Eraldo Macedo Régis Fichtner                     |
|         | Río Grande del Norte | RN | Garibaldi Alves Filho José Agripino Maia   | PMDB PFL  | João Faustino Bezerra de Araújo                  |
|         | Río Grande del Sur   | RS | Paulo Paim Sérgio Zambiasi                 | PT PTB    | Humberto Sorio Cláudio Antônio                   |
|         | Rondonia             | RO | Fátima Cleide Valdir Raupp                 | PT PMDB   | Jairo Augusto Tomaz Correia                      |
|         | Roraima              | RR | Augusto Botelho Romero Jucá                | PDT PMDB  | Neides Batista Wirlande da Luz                   |
|         | Santa Catarina       | SC | Ideli Salvatti Leonel Pavan                | PT PSDB   | Belini Meurer Neuto de Conto                     |
|         | São Paulo            | SP | Aloizio Mercadante Romeu Tuma              | PT PFL    | José Giácomo Alfredo Cotait                      |
|         | Sergipe              | SE | Antônio Carlos Valadares José Almeida Lima | PSB PDT   | Élber Batalha Max José                           |
|         | Tocantins            | TO | João Ribeiro Leomar Quintanilha            | PL PFL    | Nezinho Alencar Sadi Cassol                      |

#### Cámara de Diputados

Resultados de las elecciones por estado.

| Partido                            | Partido                                                 | Votos       | %      | Escaños | +/–   |
| ---------------------------------- | ------------------------------------------------------- | ----------- | ------ | ------- | ----- |
|                                    | Partido de los Trabajadores (PT)                        | 16.094.080  | 18,39  | 91      | +32   |
|                                    | Partido de la Social Democracia Brasileña (PSDB)        | 12.473.743  | 14,26  | 70      | –29   |
|                                    | Partido del Frente Liberal (PFL)                        | 11.706.253  | 13,38  | 84      | –21   |
|                                    | Partido del Movimiento Democrático Brasileño (PMDB)     | 11.691.526  | 13,37  | 76      | –7    |
|                                    | Partido Progresista Brasileño (PPB)                     | 6.828.375   | 7,81   | 48      | –12   |
|                                    | Partido Socialista Brasileño (PSB)                      | 4.616.674   | 5,28   | 22      | +4    |
|                                    | Partido Democrático Laborista (PDT)                     | 4.482.538   | 5,12   | 21      | –4    |
|                                    | Partido Laborista Brasileño (PTB)                       | 4.052.111   | 4,63   | 26      | –5    |
|                                    | Partido Liberal (PL)                                    | 3.780.930   | 4,32   | 26      | +14   |
|                                    | Partido Popular Socialista (PPS)                        | 2.682.487   | 3,07   | 15      | +12   |
|                                    | Partido Comunista de Brasil (PCdoB)                     | 1.967.847   | 2,25   | 12      | +5    |
|                                    | Partido de la Reconstrucción del Orden Nacional (PRONA) | 1.804.655   | 2,06   | 6       | +5    |
|                                    | Partido Verde (PV)                                      | 1.179.374   | 1,35   | 5       | +4    |
|                                    | Partido Social Cristiano (PSC)                          | 504.611     | 0,58   | 1       | –1    |
|                                    | Partido Social Laborista (PST)                          | 504.044     | 0,58   | 3       | +2    |
|                                    | Partido Social Democrático (PSD)                        | 452.386     | 0,52   | 4       | +1    |
|                                    | Partido Social Liberal (PSL)                            | 408.512     | 0,47   | 1       | –     |
|                                    | Partido Renovador Laborista Brasileño (PRTB)            | 304.092     | 0,35   | 0       | –     |
|                                    | Partido Humanista de la Solidaridad (PHS)               | 294.928     | 0,34   | 0       | –     |
|                                    | Partido de la Movilización Nacional (PMN)               | 282.878     | 0,32   | 1       | –1    |
|                                    | Partido Republicano Progresista (PRP)                   | 251.971     | 0,29   | 0       | –     |
|                                    | Partido General de los Trabajadores (PGT)               | 194.686     | 0,22   | 0       | –     |
|                                    | Partido Socialdemócrata Cristiano (PSDC)                | 192.546     | 0,22   | 1       | +1    |
|                                    | Partido Laborista de Brasil (PTdoB)                     | 168.639     | 0,19   | 0       | –     |
|                                    | Partido Socialista de los Trabajadores Unificado (PSTU) | 159.251     | 0,18   | 0       | –     |
|                                    | Partido de los Retirados de la Nación (PAN)             | 126.666     | 0,14   | 0       | –     |
|                                    | Partido Laborista Nacional (PTN)                        | 118.471     | 0,14   | 0       | –     |
|                                    | Partido Laborista Cristiano (PTC)                       | 74.955      | 0,09   | 0       | –     |
|                                    | Partido Comunista Brasileño (PCB)                       | 45.963      | 0,05   | 0       | –     |
|                                    | Partido de la Causa Obrera (PCO)                        | 29.351      | 0,03   | 0       | –     |
|                                    |                                                         |             |        |         |       |
| Votos válidos                      | Votos válidos                                           | 87.477.951  | 92.31  | –       | –     |
| Votos en blanco                    | Votos en blanco                                         | 4,476,906   | 4.72   | –       | –     |
| Votos nulos                        | Votos nulos                                             | 2,811,943   | 2.97   | –       | –     |
| Total                              | Total                                                   | 94.766.800  | 100.00 | 513     | 0     |
| Votantes registrados/participación | Votantes registrados/participación                      | 115.184.176 | 82,27  | +3,75   | +3,75 |
| Fuente: Recursos Electorales       |                                                         |             |        |         |       |

### Elecciones estatales

#### Gobernadores electos
| Bandera | Estado               | UF | Gobernador                      | Partido | Vicegobernador           | Coalición                                                              |
| ------- | -------------------- | -- | ------------------------------- | ------- | ------------------------ | ---------------------------------------------------------------------- |
|         | Acre                 | AC | Jorge Viana                     | PT      | Binho Marques            | PT, PL, PCdoB, PMN, PV, PTdoB y PSDC                                   |
|         | Alagoas              | AL | Ronaldo Lessa                   | PSB     | Luís Abílio              | PSB, PST, PAN, PHS, PSC, PTC, PSDC, PV, PRONA, PRP, PGT, PTdoB y PSL   |
|         | Amapá                | AP | Waldez Góes                     | PDT     | Pedro Paulo              | PDT, PPB, PTB, PPS, PSD, PTdoB, PAN, PSL y PRTB                        |
|         | Amazonas             | AM | Eduardo Braga                   | PPS     | Omar Aziz                | PPS, PFL, PTB, PDT, PSL, PTN, PSC, PSD, PSDC, PRP, PHS, PAN y PRONA    |
|         | Bahía                | BA | Paulo Souto                     | PFL     | Eraldo Tinoco            | PFL, PPB, PL, PTB, PTN y PST                                           |
|         | Ceará                | CE | Lúcio Alcântara                 | PSDB    | Francisco Maia           | PSDB, PPB, PSD y PV                                                    |
|         | Distrito Federal     | DF | Joaquim Roriz                   | PMDB    | Maria de Lourdes Abadía  | PMDB, PSDB, PFL, PRP, PSD, PSL y PST                                   |
|         | Espírito Santo       | ES | Paulo Hartung                   | PSB     | Wellington Coimbra       | PSB, PSD, PSC, PRONA, PTdoB, PV, PAN, PSL y PHS                        |
|         | Goiás                | GO | Marconi Perillo                 | PSDB    | Alcides Rodrigues        | PSDB, PPB, PFL, PSL, PST, PSC, PAN, PSDC, PRTB y PRP                   |
|         | Maranhão             | MA | José Reinaldo Tavares           | PFL     | Jura Filho               | PFL, PMDB, PL, PSD, PV, PSC, PST y PSDC                                |
|         | Mato Grosso          | MT | Blairo Maggi                    | PPS     | Iraci Moreira            | PPS, PFL, PPB, PTN, PSC, PAN, PSDC, PRTB, PSD, PV, PRP y PTdoB         |
|         | Mato Grosso del Sur  | MS | José Orcírio Miranda dos Santos | PT      | Egon Krakhecke           | PT, PL, PSL, PCdoB, PTN, PSC, PSDC, PMN, PSD y PV                      |
|         | Minas Gerais         | MG | Aécio Neves                     | PSDB    | Clésio Andrade           | PSDB, PFL, PPB, PSL, PTN, PAN, PRTB, PHS y PV                          |
|         | Pará                 | PA | Simão Jatene                    | PSDB    | Valéria Pires Franco     | PSDB, PFL, PPB, PRP, PTdoB, PSD, PV, PST, PRTB, PRONA y PSDC           |
|         | Paraíba              | PB | Cássio Cunha Lima               | PSDB    | Lauremília Lucena        | PSDB, PFL, PST, PSD, PV y PRTB                                         |
|         | Paraná               | PR | Roberto Requião                 | PMDB    | Orlando Pessuti          | sin coalición                                                          |
|         | Pernambuco           | PE | Jarbas Vasconcelos              | PMDB    | Mendonça Filho           | PMDB, PFL, PSDB y PPB                                                  |
|         | Piauí                | PI | Wellington Dias                 | PT      | Osmar Júnior             | PT, PL, PCdoB, PTdoB, PAN, PCB, PMN y PTN                              |
|         | Río de Janeiro       | RJ | Rosinha Garotinho               | PSB     | Luiz Paulo Conde         | PSB, PPB, PST, PTC, PSC, PRP, PSD y PGT                                |
|         | Río Grande del Norte | RN | Wilma de Faria                  | PSB     | Antônio Jácome           | PSB, PGT y PST                                                         |
|         | Río Grande del Sur   | RS | Germano Rigotto                 | PMDB    | Antônio Carlos Hohlfeldt | PMDB, PSDB y PHS                                                       |
|         | Rondonia             | RO | Ivo Cassol                      | PSDB    | Odaísa Ferreira          | sin coalición                                                          |
|         | Roraima              | RR | Flamarion Portela               | PSL     | Salomão Cruz             | PSL, PFL, PT, PCdoB, PST, PTN, PAN, PSDC, PHS, PMN, PRP, PRONA y PTdoB |
|         | Santa Catarina       | SC | Luiz Henrique da Silveira       | PMDB    | Eduardo Moreira          | PMDB y PSDB                                                            |
|         | São Paulo            | SP | Geraldo Alckmin                 | PSDB    | Cláudio Lembo            | PSDB, PFL y PSD                                                        |
|         | Sergipe              | SE | João Alves Filho                | PFL     | Marília Mandarino        | PFL, PPB, PDT, PPS, PST, PHS, PSD y PTdoB                              |
|         | Tocantins            | TO | Marcelo Miranda                 | PFL     | Raimundo Boi             | PFL, PSDB, PPB, PSL, PST, PAN, PRTB, PRP, PRONA, PTdoB y PSD           |